# Tongval
Een tongval is een accent in de gesproken taal waaraan men de herkomst van de spreker kan herkennen, hetzij regionaal (bijvoorbeeld een "Limburgs" accent), hetzij naar subcultuur (bijvoorbeeld een "beschaafd" accent).
Uit onderzoek uit 2006 van Margreet Dorleijn en Jacomine Nortier blijkt dat in Nederland allochtone jongeren op dat moment een voorkeur hadden voor een Marokkaanse tongval, waardoor het de rol vervulde van een soort "algemeen allochtoons", terwijl de Surinaamse 'w' ('oewee'), die vijftien jaar eerder nog heel populair was geweest, inmiddels vrijwel niet meer te horen was.
Een profielwerkstuk van Ward Ramaekers voor het Meertens Instituut beschrijft het "cités" in Vlaanderen.
Als iemand een vreemde taal spreekt, is meestal aan de tongval te horen dat die niet de moedertaal is.